# パッキングウィナー
パッキングウィナー（Packing Winner/包裝大師）は香港の競走馬。おもな勝ち鞍は2008年の香港チャンピオンズ&チャターカップ、ほか沙田競馬場1800メートルのコースレコードを保持している。主戦騎手はダグラス・ホワイト。

## 概要
本馬はニュージーランド産。香港に輸入されたのち、2006年5月13日にデビュー。当初は低迷していたものの、2007年ごろから勝ち始め徐々にクラスを上げていった。初重賞となった国際Cトライアル（HK-G2）、初のG1挑戦となった香港ゴールドカップ共にヴィヴァパタカ（爆冷）に敗れたもののそれぞれ2着、4着と健闘している。
2008年5月25日に行われた香港チャンピオンズ&チャターカップ（HK-G1）では前目から直線抜け出すと、ヴィヴァパタカの追撃を半馬身差抑え優勝した。その後、11月16日の国際カップトライアル（HK-G2）では7着、12月14日の香港ヴァーズ (G1) では5着と勝ちきれないレースが続いた。
2009年2月8日のジェブセンセンテナリーヴァーズ（HK-G3）で7着の後、2月22日の香港ゴールドカップ（HK-G1）ではヴィヴァパタカのクビ差の2着となった。続く4月5日のチェアマンズトロフィー（HK-G2）では10着と大敗した。続く4月26日のクイーンエリザベス2世カップ (G1) では5着、5月31日の香港チャンピオンズ&チャターカップ（HK-G1）では6着だった。10月25日の沙田トロフィー（HK-G3）では久々の勝利を挙げた。しかし国際カップトライアル（HK-G2）では6着、12月13日の香港ヴァーズ (G1) では11着にそれぞれ敗れた。
2010年は7戦するがいずれも未勝利だった。2011年は3戦するが未勝利となり、現役を引退した。